# Екатерининский корпус
Екатерининский корпус Монплезира (Каменный корпус, Елизаветинский корпус) — памятник архитектуры. Расположен в Петергофе, в Нижнем парке. Пристроен вплотную к западному флигелю Монплезира.

## История и внешний вид

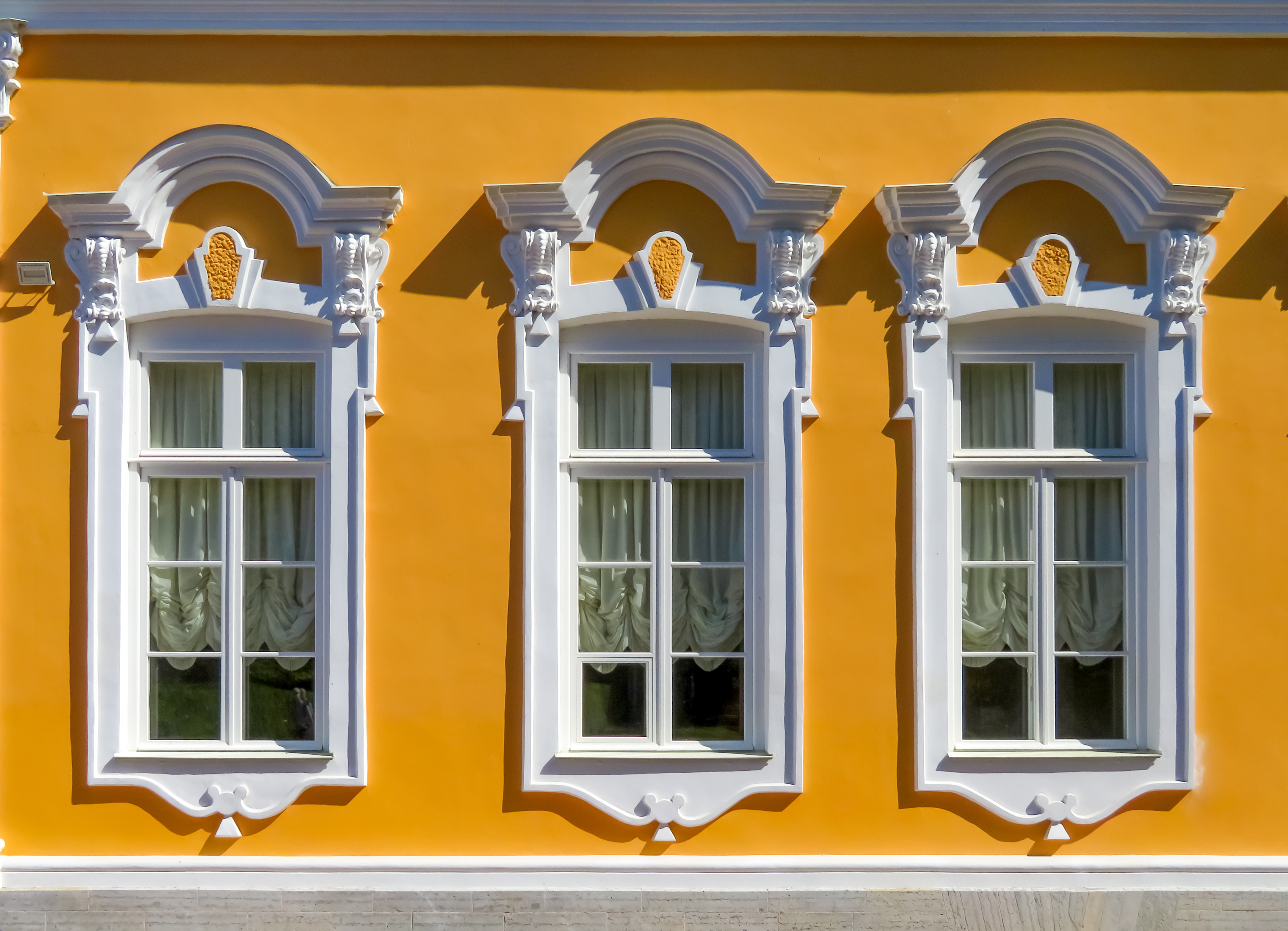

Главный фасад жёлтого одноэтажного здания обращён к Монплезирскому саду, он выделен треугольным фронтоном и украшен коринфскими пилястрами. Пилястры также расположены по углам. Над стенами сделан карниз сложного профиля. Окна фасадов высокие, двустворные, с наличниками в барочном стиле и полукружными сандриками на кронштейнах. У здания два крыльца, их перилами служили железные решётки с балконов петербургских дворцов Ф. М. Апраксина и С. В. Рагузинского.
Строительство началось в 1747 году по проекту Б. Ф. Растрелли на месте существовавшего в петровские времена огорода. Заказчицей была Елизавета Петровна. Вдоль берега к корпусу был пристроен деревянный флигель. В 1748 году строительство было вчерне закончено, здание было расширено.
Корпус использовался для парадных приёмов, балов и маскарадов. В XIX веке в корпусе устраивались приёмы в честь выпускниц Смольного института.
Пока Екатерина II была великой княгиней, она жила в деревянном флигеле корпуса, что дало зданию современное название. В вестибюле установлена её статуя.
С 1926 года в здании размещалась музейная экспозиция русского и западноевропейского прикладного искусства (музей бытового убранства дворцов XVIII-начала XIX веков).
Во время немецкой оккупации корпус и флигель были сожжены. Фасады были восстановлены в 1952 году (архитектор Петрова Е. Н.).

## Интерьеры
Изначальная отделка интерьеров относится к 1749—1755 годам. Нижняя стена помещений была закрыта гладкими дубовыми панелями, а верхняя — штофом. В зале и трёх гостиных был деревянный паркет из ценных пород. Летом 1760 года один из покоев был оборудован под кухню «по присланному из Голландии чертежу».
В 1785—1786 годах отделка была изменена в стиле классицизма по проекту Д. Кваренги. Интерьеры одного из помещений, Подогревальни, остались прежними.
В первой трети XVIII века интерьеры неоднократно переделывались. Особенно интересными интерьерами здания считаются Передняя (вестибюль), Жёлтый зал, Павловская гостиная, Зелёная приёмная, Синяя гостиная и Кабинет. Вероятно, в росписи Передней, Синей гостиной, Зелёной приёмной и опочивальни участвовал Д. Скотти. В Зелёной гостиной были найдены живописные медальоны с масками-аллегориями времён года.
Восстановление интерьеров после Великой Отечественной войны проходило около 1985 года.
В современной экспозиции в кабинете Александра I представлены ампирные росписи и предметы, связанные с Отечественной войной 1812 года, в здании также экспонируется коллекция изготовленной по эскизам К. И. Росси, А. Н. Воронихина, В. П. Стасова, Л. Руска мебели из тополя, карельской берёзы и красного дерева. В выставке представлена декоративная бронза работы П. Ф. Томира, П. В. Ледюра, А. Раврио, Л. Ленуара-Раврио, подаренный Александру I Людовиком XVIII гобелен «Петр I, спасающий рыбаков во время бури на Ладожском озере», в Жёлтом зале выставлен парадный Гурьевский сервиз.

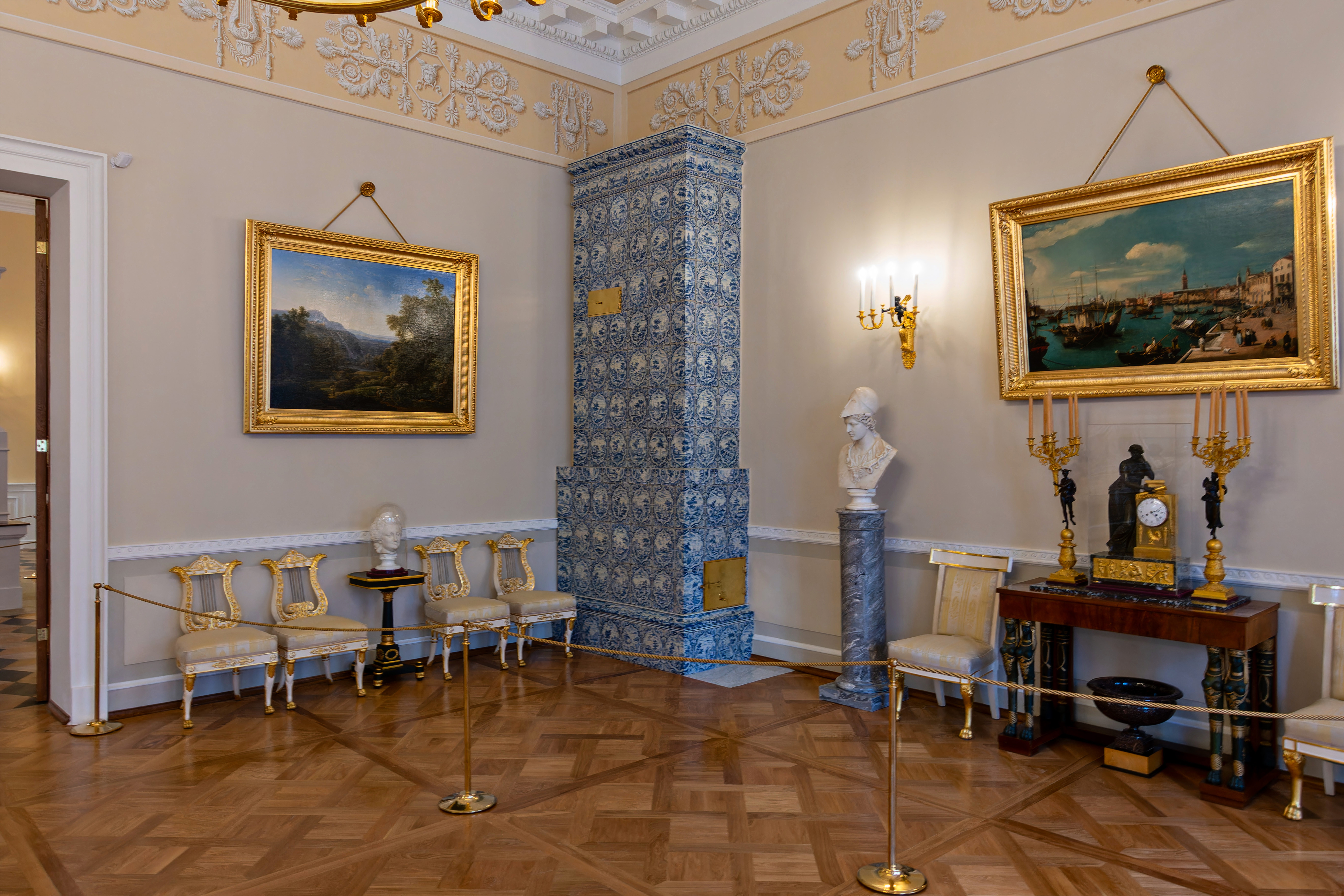
Вестибюль
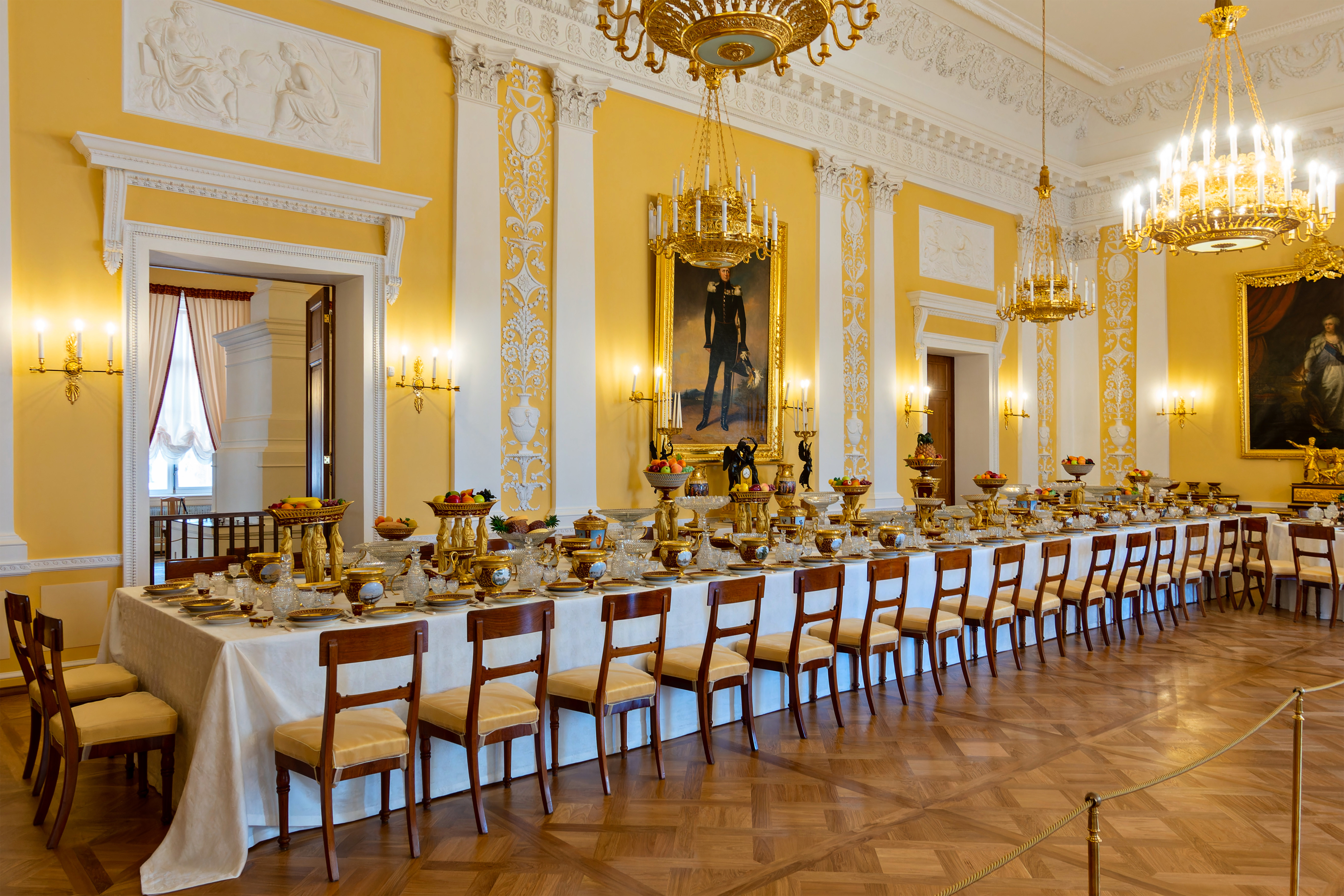
Жёлтый зал
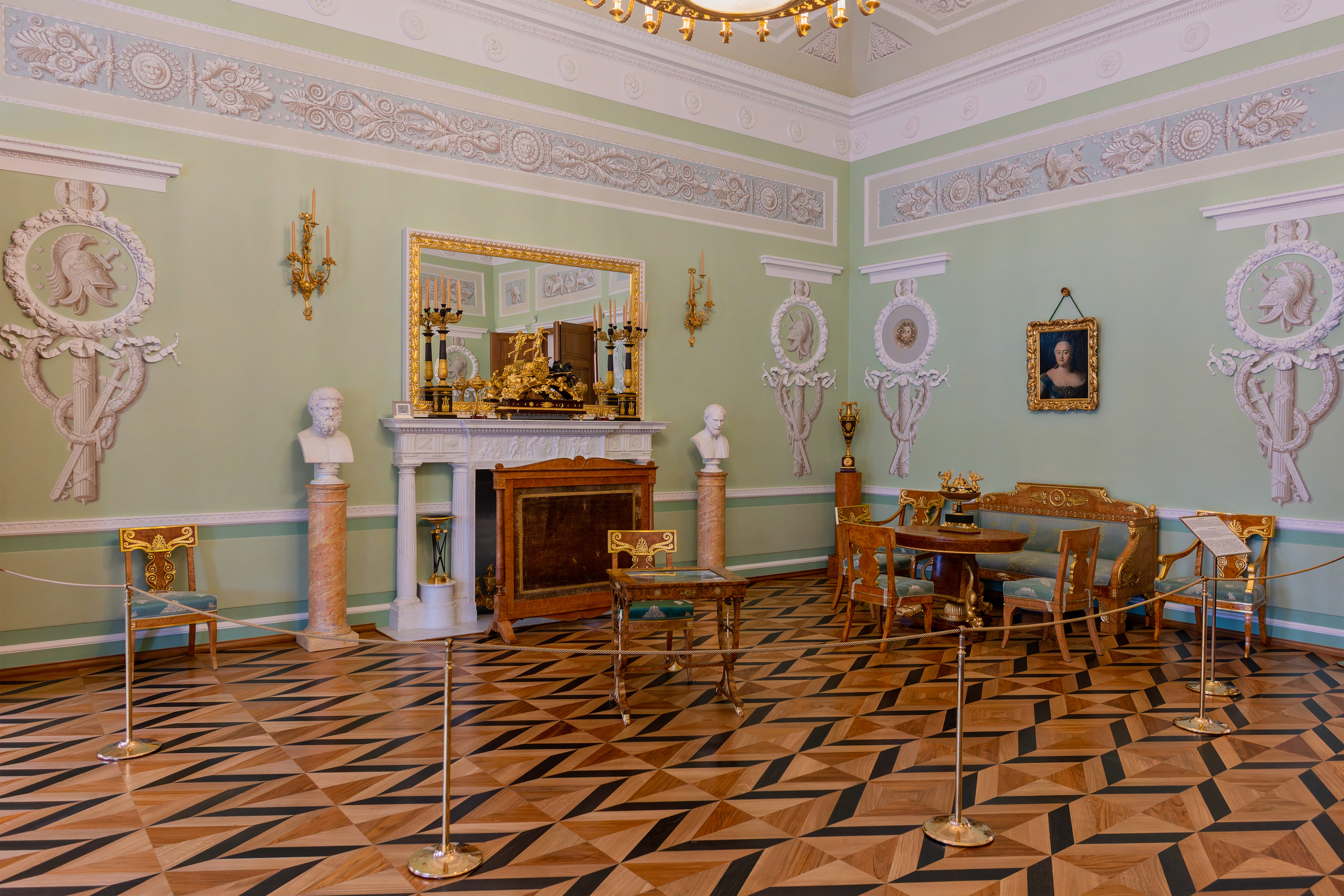
Зелёная приёмная
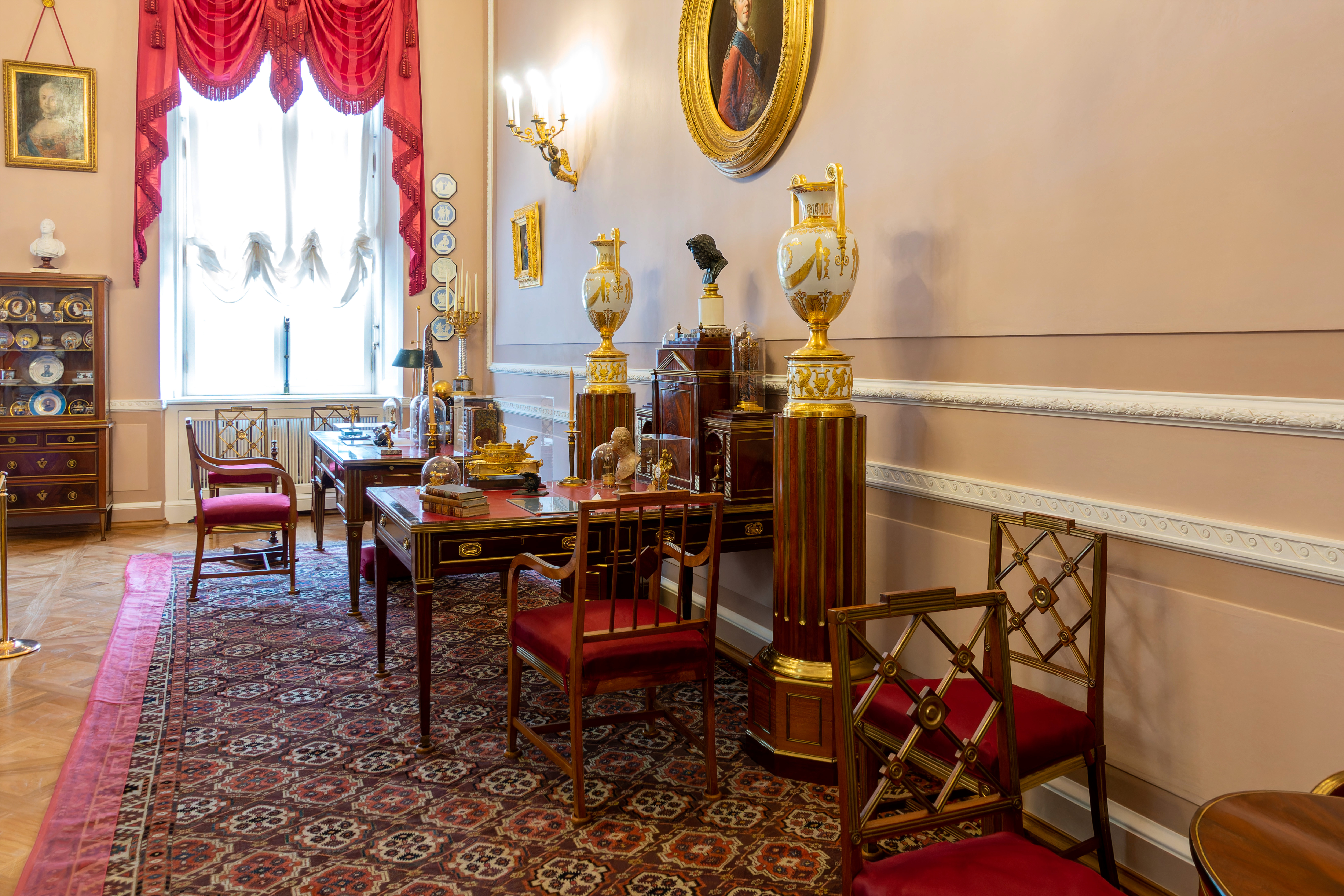
Кабинет Александра I
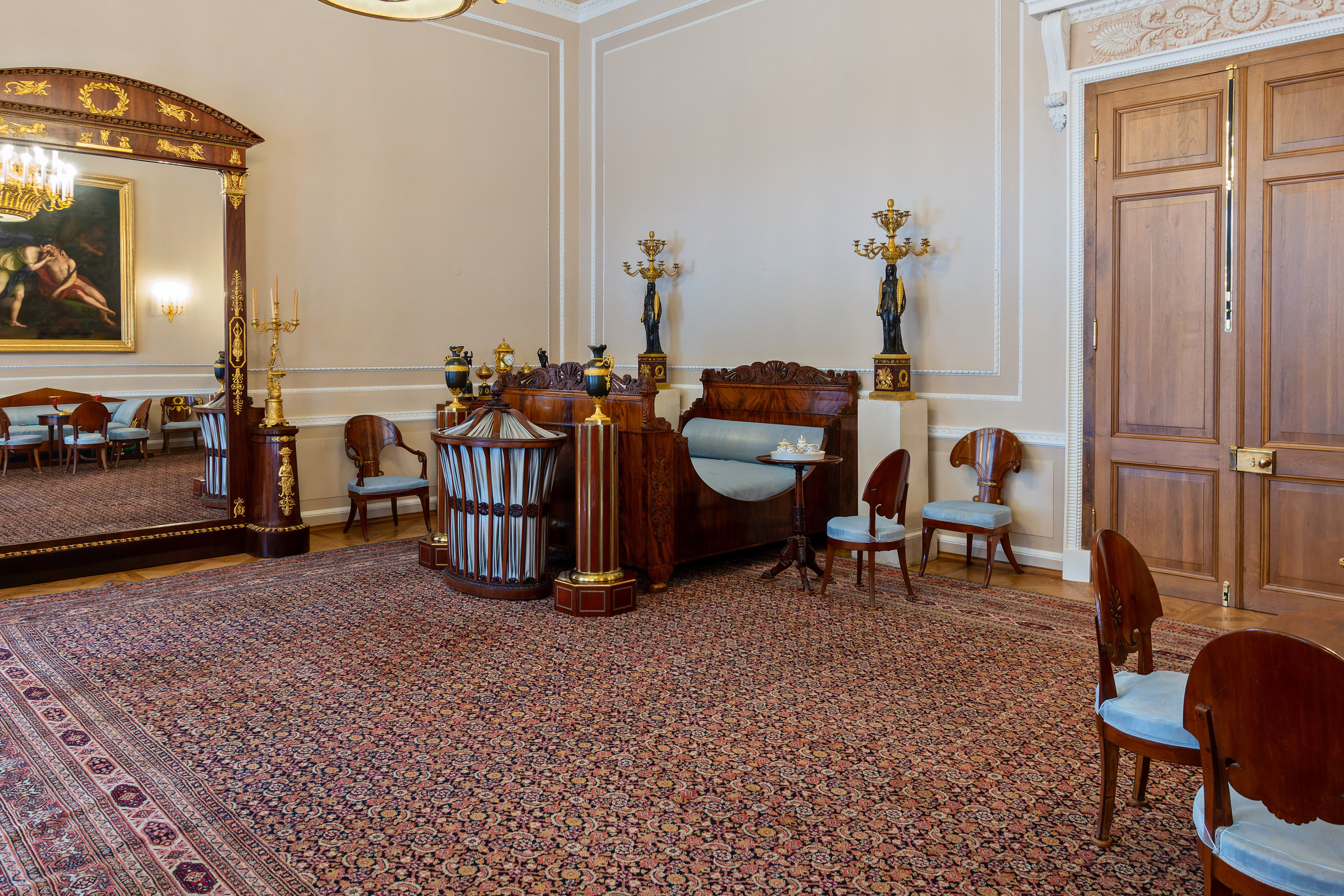
Опочивальня
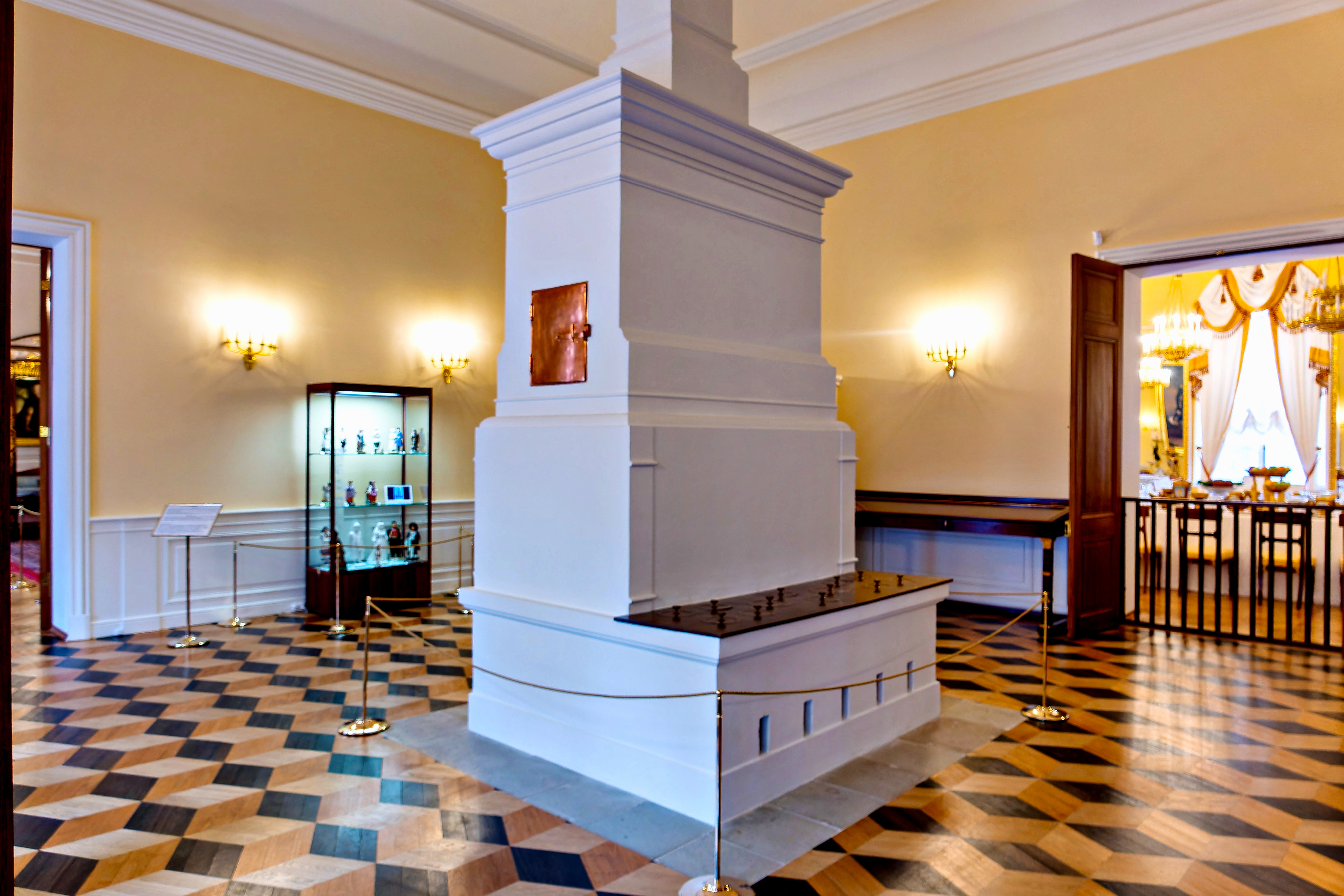
Подогревальня
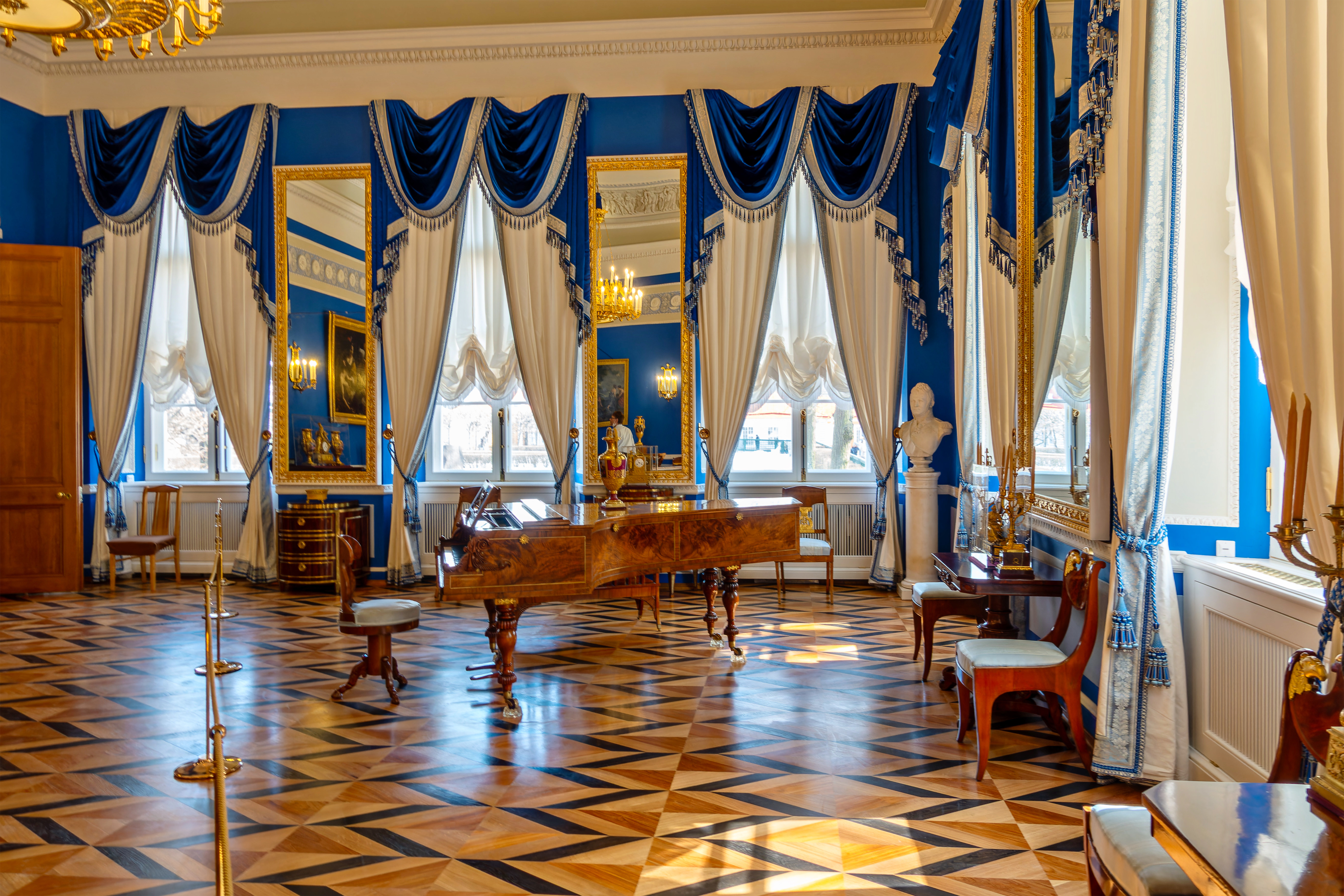
Синяя гостиная
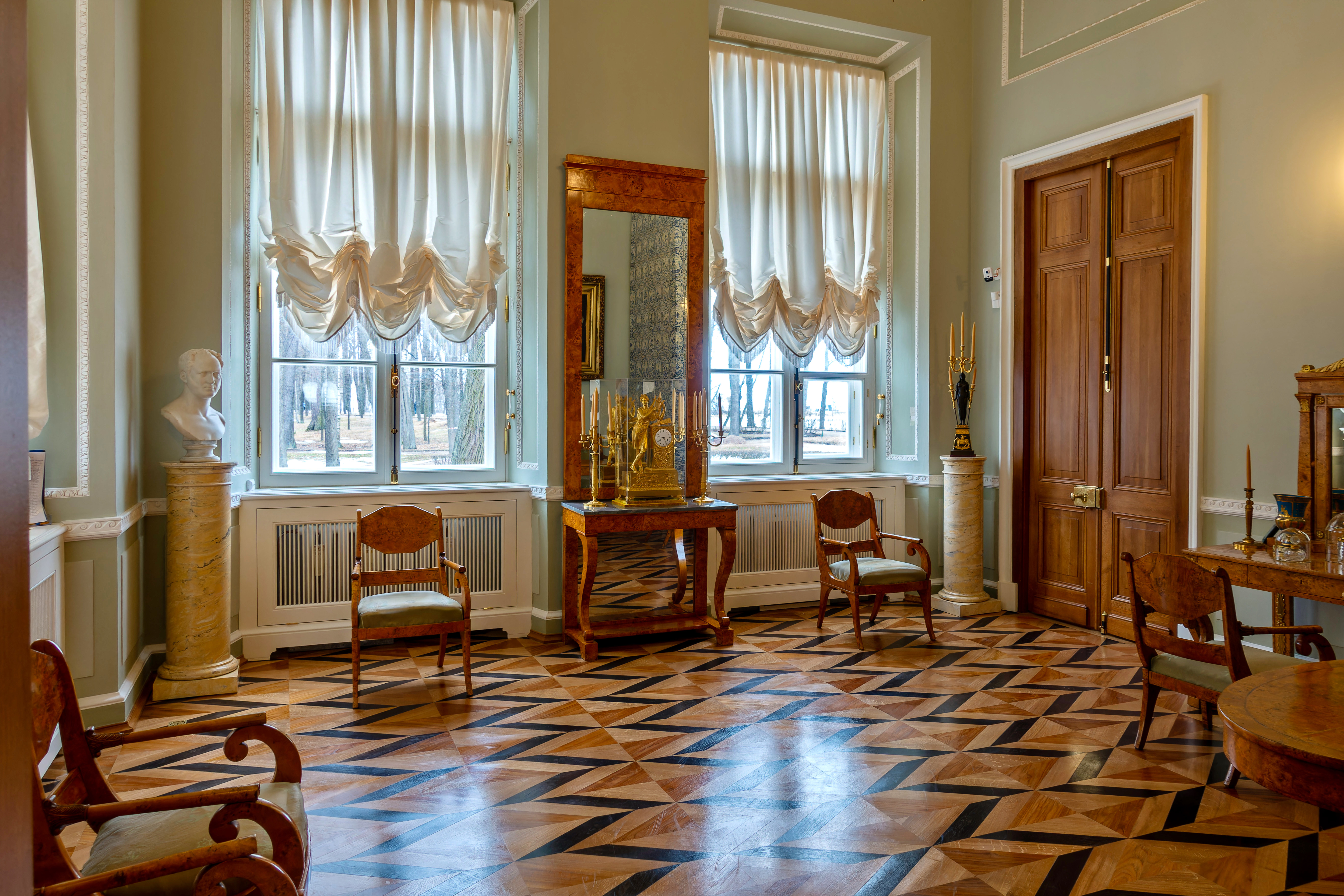
Угловая гостиная